# Diaspora romena

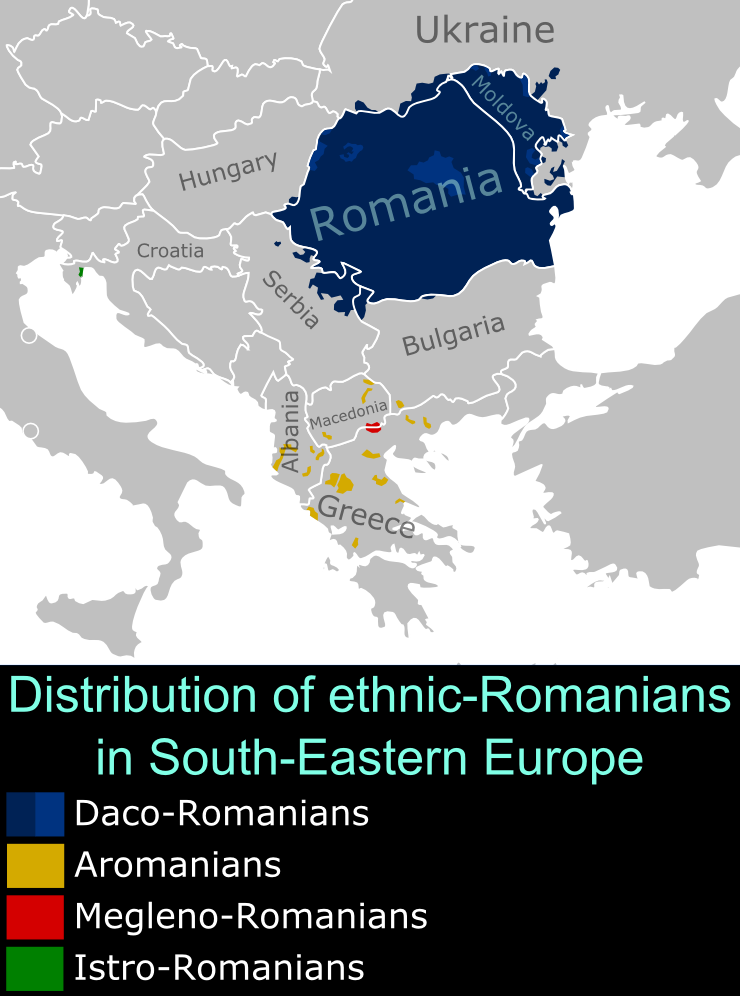
Distribuzione di etnico-rumeni nell'Europa sud-orientale

Con diaspora rumena (in lingua rumena: diaspora română) si intende la popolazione di cittadinanza rumena emigrata e residente all'esterno della Romania e della Moldavia.
Il concetto moderno di diaspora rumena non include i rumeni nativi all'estero (chiamati etnico-rumeni) che vivono da tempi storici nei territori ucraini e serbi confinanti con la Romania.
Il numero di cittadini rumeni all'estero varia da 4 a 12 milioni a seconda dell'identificazione dei moldavi come rumeni e all'inclusione o meno dei rumeni che vivono in regioni storicamente rumene.

## Storia
La diaspora romena ha vissuto diversi periodi di emigrazione.
Storicamente, si ricordano anche gli etnico-rumeni presenti in Turchia, discendenti dei coloni della Valacchia invitati dall'impero ottomano dai primi anni del XIV fino al fine del XIX secolo. Oltre 100.000 etnico-rumeni vivono nella parte più orientale della Russia e migliaia di etnico-romeni in villaggi della valle del fiume Amur sul lato cinese del confine tra Cina e Russia, oltre a 2.000 immigrati rumeni in Giappone dalla fine del XX secolo.

### Prima ondata di emigrazione
A cavallo tra la fine del XIX e gli inizi del XX secolo, molti intellettuali rumeni (tra cui Eugène Ionesco) stabilirono forti legami con la Francia, creando un clima di francofilia che portò molti connazionali a trasferirsi in Francia.

### Seconda ondata di emigrazione
La seconda fase fu associata alla turbolenta storia della Romania nel XX secolo: il numero dei rumeni deportati in Unione Sovietica durante e immediatamente dopo la seconda guerra mondiale fu relativamente modesto. Tuttavia, a causa del ritardo economico del paese durante il regime di Ceausescu, un alto numero di rumeni emigrarono ricercando maggiori opportunità economiche nei paesi più sviluppati, soprattutto negli Stati Uniti, in Francia e in Canada. Il governo sosteneva una rigida politica di rumenizzazione della popolazione residente, il che causò un aumento dei profughi delle minoranze di etnia non-rumena la cui posizione diventò sempre più precaria e dal futuro incerto: gli ebrei rumeni emigrarono così in Israele e negli Stati Uniti, i rumeni della minoranza ungherese andarono in Ungheria e i rumeni della minoranza tedesca verso Germania ed Austria. Gran parte degli emigranti delle prime due ondate non sono più in vita e i loro discendenti hanno assimilato la cultura del loro nuovo ambiente, non coltivando più legami con la Romania.

### Terza ondata di emigrazione
Infine, la terza ondata di emigrazione di massa fu dovuta alle ragioni ecenomiche che travolsero la Romania dopo la caduta del regime comunista di Ceausescu. La moderna diaspora rumena è rappresentata principalmente da lavoratori migranti che hanno lasciato il paese per lavorare a lungo termine all'estero, compresi molti rappresentanti dell'intellighenzia professionale e creativa infelice con il livello storicamente basso dei salari nel paese. Il drammatico afflusso di migranti rom rumeni è spesso causa di reazioni negative da parte della popolazione locale, che sfociano in forme di antiziganismo, quali la deportazione dei rom di Romania dalla Francia nel 2010.

## Nei tempi moderni

Numero di cittadini romeni che risiedono in altri paesi europei (2017)

Nel 2006, il presidente della Romania, Traian Băsescu, ha stimato la diaspora romena ad 8.000.000 di persone, residenti per lo più negli ex-stati dell'URSS e nell'Europa Occidentale (in particolare in Italia, dove si trova la più grande comunità di rumeni emigrati, e Spagna), e poi in quantità minori in Nord America, Sud America e Australia. Non è chiaro se Băsescu abbia incluso i Rumeni indigeni che vivono nelle immediate vicinanze della Romania, ossia quelli presenti in Moldavia, Ucraina e Serbia. Non è chiaro nemmeno se abbia inteso nella stima le minoranze etniche come ebrei, rom, ungheresi e tedeschi come rumeni.
Nel mese di aprile 2011, il Parlamento rumeno istituì la "Commissione per i rumeni in tutto il mondo" (Comisia pentru Românii de pretutindeni).
Nel dicembre del 2013, Cristian David, il ministro del governo per il Dipartimento dei romeni all'estero, ha dichiarato che una nuova indagine ha rilevato la presenza di un numero compreso tra 6 e 8 milioni di romeni vivono fuori dei confini della Romania. Tale statistica include anche i 2-3 milioni di rumeni nativi che vivono in stati vicini come Ucraina, Ungheria, Serbia, Bulgaria, nei Balcani e in particolare in Moldavia. Si stima altresì che il numero di rumeni in Europa occidentale sia di circa 2,7 - 3,5 milioni di persone.

## Il ruolo della diaspora rumena nelle elezioni
Il tema della diaspora rumena è emersa come potente forza politica a partire dalle elezioni presidenziali in Romania del 2009. Durante le Elezioni presidenziali in Romania del 2014, il voto nella diaspora rumena è stato mal organizzato e ha portato a grandi proteste in diverse grandi città europee. In ogni caso, il voto della diaspora rumena ha giocato un ruolo fondamentale nel risultato presidenziale del 2014.

## Presenza di rumeni per paese
I numeri sono basati su dati statistici ufficiali dei rispettivi paesi in cui i cittadini rumeni risiedono o, laddove tali dati non siano disponibili, in base alle stime ufficiali rilasciate dal dipartimento rumeno per i rumeni all'estero.
| Paese           | Popolazione       | Anno                | Note                                                                                            |
| --------------- | ----------------- | ------------------- | ----------------------------------------------------------------------------------------------- |
| Italia          | 1 076 412         | 2020                | Immigrati (più 128 979 moldavi)                                                                 |
| Germania        | 965 000           | 2018                | Immigrati (più 14 815 moldavi)                                                                  |
| Spagna          | 593 532 / 671 985 | 2020                | Immigrati                                                                                       |
| Stati Uniti     | 464 814           | 2019                | Immigrati                                                                                       |
| Regno Unito     | 434 000           | 2019                | Immigrati                                                                                       |
| Canada          | 238 050           | 2019                | Immigrati (più 121 635 di origini miste a 8 050 moldavi).                                       |
| Israele         | 205 600           | 2014                | Immigrati                                                                                       |
| Brasile         | 200 000           | [ 14 ]              | Immigrati                                                                                       |
| Serbia          | 158 539           | 2011                | Indigeni nella Voivodina, nella Craina e in parti della Serbia Centrale. (più 35 330 valacchi). |
| Ucraina         | 150 989           | 2001                | Indigeni nell'Oblast' della Transcarpazia, nell'Oblast' di Odessa e nell'Oblast' di Černivci    |
| Austria         | 123 461           | 2020                | Immigrati                                                                                       |
| Francia         | 118 400           | 2016                | Immigrati                                                                                       |
| Belgio          | 96 034            | 2019                | Immigrati                                                                                       |
| Grecia          | 46 523            | 2011                | Immigrati (più 10 391 moldavi).                                                                 |
| Paesi Bassi     | 34 185            | 2019                | Immigrati                                                                                       |
| Svezia          | 32 294            | 2019                |                                                                                                 |
| Ungheria        | 30 924            | 2011                | Indigeni nell'Ungheria Orientale.                                                               |
| Portogallo      | 30 504            | 2018                | Immigrati (più 8 460 moldavi)                                                                   |
| Irlanda         | 29 186            | 2016                | Immigrati                                                                                       |
| Danimarca       | 24 422            | [ 29 ]              | Immigrati                                                                                       |
| Cipro           | 24 376            | 2011                | Immigrati                                                                                       |
| Svizzera        | 21 593            | 2015                | Immigrati                                                                                       |
| Australia       | 20 998            | 2011                | Immigrati                                                                                       |
| Norvegia        | 18 625            | 2019                | Immigrati                                                                                       |
| Repubblica Ceca | 14,684            | [ 34 ]              | Immigrati                                                                                       |
| Kazakistan      | 14,666            | 2009                | Deportati dopo la II Guerra Mondiale (includendo i moldavi)                                     |
| Turchia         | 14 000            | [ 36 ]              | Immigrati                                                                                       |
| Argentina       | 10 000            | [ 37 ]              | Immigrati                                                                                       |
| Venezuela       | 10 000            | [ 38 ]              | Immigrati                                                                                       |
| Cile            | 6 476             | Censimento del 2002 | Immigrati                                                                                       |
| UAE             | 5 000             | [ 39 ]              | Immigrati                                                                                       |
| Bulgaria        | 4 575             | 2011                | Indigeni nella provincia di Vidin e in parti della Bulgaria Settentrionale                      |
| Finlandia       | 3 500             | [ 41 ]              | Immigrati                                                                                       |
| Nuova Zelanda   | 3 100             | [ 42 ]              | Immigrati                                                                                       |
| Sudafrica       | 3 000             | [ 43 ]              | Immigrati                                                                                       |
| Giappone        | 3 000             | [ 44 ]              | Immigrati                                                                                       |
| Qatar           | 2 500             | [ 45 ]              | Immigrati                                                                                       |
| Lussemburgo     | 2 500             | [ 46 ]              | Immigrati                                                                                       |
| Messico         | 400               | [ 47 ]              | Immigrati                                                                                       |
| Corea del Sud   | 300               | [ 44 ]              | Immigrati                                                                                       |
| Colombia        | 270               | [ 47 ]              | Immigrati                                                                                       |
| STIMA TOTALE    | 5 460 000         |                     |                                                                                                 |